# 惠頓 (伊利諾伊州喬戴維斯縣)
惠頓（英語：Whitton）是位於美國伊利諾伊州喬戴維斯縣的一個非建制地區。該地的面積和人口皆未知。

## 地理
惠頓的座標為42°13′33″N 90°18′30″W / 42.22583°N 90.30833°W，而該地的平均海拔高度為185米（即607英尺）。